# Leucoptera thessalica
Leucoptera thessalica là một loài bướm đêm thuộc họ Lyonetiidae. Nó được tìm thấy ở Hy Lạp.
Chúng có thể ăn lá nơi chúng làm tổ.